# H.120
L'H.120 fu il primo standard di codifica video digitale. Fu sviluppato dalla COST 211 e pubblicato dall'CCITT nel 1984, con una revisione nel 1988 che includeva contributi proposti da altre organizzazioni. I video risultarono non essere di qualità adeguata, pertanto ci furono poche implementazioni, e non ci sono codec esistenti per questo formato. L'esperienza però fornì importanti conoscenze che portarono direttamente ai successori pratici di questo formato, come l'H.261.

## Formato deglistream
Gli stream (flussi di dati) dell'H.120 giravano a 1.544 kbit/s per l'NTSC e a 2.048 kbit/s per il PAL. La versione 1 (1984) presentava reintegrazione condizionale, modulazione differenziale codificata a impulsi, quantizzazione scalare, codifica a lunghezza variabile e una commutazione per il campionamento quincunx. La versione 2 (1988) aggiungeva la compensazione di movimento e la predizione di sottofondo. Un'edizione finale (senza nuovi contenuti tecnici) fu pubblicata nel 1993 come risultato della creazione dell'ITU-T per sostituire il precedente organismo di standardizzazione della CCITT.

## Problemi e conoscenze acquisite
Il video dell'H.120 non era di qualità abbastanza buona per l'uso pratico; aveva una buona risoluzione spaziale (in quanto il PCM differenziale lavora pixel per pixel), ma una qualità temporale molto scarsa. Divenne chiaro per i ricercatori che per migliorare la qualità video senza aumentare il bitrate obiettivo per lo stream, sarebbe stato necessario codificare usando una media di meno di un bit per ciascun pixel. Ciò avrebbe richiesto di codificare insieme gruppi di pixel. Questa intuizione portò all'ideazione dei codec basati su blocchi che seguirono l'H.120, come l'H.261, il primo standard pratico di codifica video.